# Biram
Pour les articles homonymes, voir Biram (homonymie).
Biram, aussi appelé Kafr Bir'im, Biram Kfar, Kfar Biraam ou encore Berem (arabe : كفر برعم) et Kfar Bar'am (כפר ברעם en hébreu), était un village arabe chrétien situé en Haute-Galilée, en Israel et peuplé de 850 à un millier d'agriculteurs, de confession maronite.
Le 13 novembre 1948, les habitants sont expulsés par des combattants israéliens lors de la Première guerre israélo-arabe, qui leur promettent qu'ils pourront revenir. Pourtant, malgré des recours devant les tribunaux, gagnés par les habitants, les militaires s'opposent à ces retours. Finalement, le village est presque entièrement détruit par l'armée et l'aviation israéliennes en 1953.
Biram est toujours en ruine aujourd'hui. Ne restent en bon état que l'église et le cimetière, où les habitants ont le droit de venir célébrer le culte et se faire enterrer depuis 1967. Environ 2000 descendants des habitants du village vivent dans l'actuel Etat d'Israël, où ils sont citoyens israéliens et entretiennent le souvenir de Biram, par exemple au travers de l'association Al-Awda ("le retour") qu'ils ont créée. Ils continuent à demander à pouvoir s'installer de nouveau à Biram.
Mais, depuis leurs premières demandes apparues dès 1951, toutes les autorités israéliennes (militaires jusqu'à la fin de la gestion des Arabes israéliens, soumis au statut militaire jusqu'au 31 décembre 1966 et civiles depuis 1967) refusent ce retour, craignant d'établir un précédent que pourraient utiliser d'autres Palestiniens réclamant le " droit au retour " sur leurs terres où ils vivaient jusqu'en 1948, date où ces villages ont été évacués de force par les autorités militaires israéliennes et qui sont donc définitivement devenus des terres perdues pour ces habitants d'origine.
Les ruines font aujourd'hui partie d'un parc national, créé notamment parce que les restes d'un ancien temple, identifié comme une synagogue, ont été découverts à côté de l'église. Des panneaux écrits en anglais et en hébreu évoquent l'ancienne communauté juive de Baram, mais ne mentionnent pas le fait qu'un village arabe se trouvait là. Dans la brochure remise aux touristes, seules deux lignes évoquent l'expulsion des villageois, qualifiée d'« évacuation ». 